# Кассано-Спинола
Кассано-Спинола (итал. Cassano Spinola) — коммуна в Италии, располагается в регионе Пьемонт, в провинции Алессандрия.
Население составляет 1864 человека (2008 г.), плотность населения составляет 125 чел./км². Занимает площадь 15 км². Почтовый индекс — 15063. Телефонный код — 0143.
Покровителем коммуны почитается святой апостол Пётр, празднование в понедельник после третьего воскресения сентября.

## Демография
Динамика населения:

## Администрация коммуны
- Официальный сайт: http://www.comune.cassanospinola.al.it Архивная копия от 5 июня 2017 на Wayback Machine